# Catedral basílica de la Sagrada Familia (Nairobi)
La Catedral Basílica de la Sagrada Familia (en inglés: Cathedral Basilica of the Holy Family) es una catedral católica y una basílica dedicada a la Sagrada Familia, con sede en la ciudad de Nairobi, en el país africano de Kenia. La basílica es la sede de la Arquidiócesis de Nairobi. La iglesia fue declarada basílica el 15 de febrero de 1982.